# St Andrew's Stadium
St. Andrews é um estádio de futebol, do Birmingham City Football Club, localizado no bairro Bordesley, em Birmingham. O estádio foi construído no ano de 1906, para substituir o estádio Muntz Street, que estava pequeno para a necessidade do clube. Originalmente, o St. Andrews poderia receber 75.000 pessoas. O recorde de público foi em um jogo FA Cup em 1939, contra o Everton Football Club, time da cidade de Liverpool.
Durante a Segunda Guerra Mundial, o estádio foi parcialmente destruído, mas acabou sendo reconstruído logo em 1950. 
O estádio foi aberto pela primeira fez no dia 26 de dezembro de 1906 em uma partida contra o Middlesbrough Football Club pela primeira divisão do Campeonato Inglês de Futebol, no famoso Boxing Day, que são jogos nessa época do ano, em que o mundo todo para, menos o futebol na Terra da Rainha.